# Digah (ort i Azerbajdzjan, Quba)
Digah (tidigare ryska: Дигях: Digjach) är en ort i Azerbajdzjan.   Den ligger i distriktet Quba rayonu, i den nordöstra delen av landet, 160 km nordväst om huvudstaden Baku. Digah ligger 674 meter över havet och antalet invånare är 1 760.
Terrängen runt Digah är huvudsakligen kuperad, men den allra närmaste omgivningen är platt. Runt Digah är det ganska glesbefolkat, med 48 invånare per kvadratkilometer.. Närmaste större samhälle är Quba, 4,4 km sydost om Digah. 
Trakten runt Digah består till största delen av jordbruksmark.